# Giovanni Tacci Porcelli
Giovanni Tacci Porcelli (Mogliano, 12 novembre 1863 – Roma, 30 giugno 1928) è stato un cardinale e arcivescovo cattolico italiano nominato da papa Benedetto XV il 13 giugno 1921 con il titolo di Santa Maria in Trastevere.

## Biografia
Nato a Mogliano, in arcidiocesi di Fermo, dal professor Luigi Tacci e Maria Monti Guarnieri, frequentò il seminario della diocesi di Tolentino. Ordinato prete nel 1886 per la diocesi di Roma, in giovanissima età venne consacrato vescovo dal cardinale Amilcare Malagola e dal 1895 al 1904 fu vescovo di Città della Pieve.
In seguito fu arcivescovo titolare di Nicea, delegato apostolico a Costantinopoli e vicario per i cattolici di rito latino (1904-1907), nunzio apostolico in Belgio (1907-1911), internunzio nei Paesi Bassi (1911-1916). Fino al 1910 mantenne anche la carica di amministratore della diocesi di Città della Pieve.
Dal 1916 fu prefetto della Casa Pontificia e dal 1918 prefetto dei Sacri Palazzi.
Il 10 settembre 1922 fu, insieme al cardinale Vittorio Amedeo Ranuzzi de' Bianchi, il primo cardinale a volare, per recarsi a Loreto a bordo di un Caproni pilotato dal colonnello Armani per un convegno in onore della Madonna di Loreto, patrona degli aviatori.
Dal 1922 al 1927 fu segretario della Congregazione per le Chiese Orientali, in tale veste, nella chiesa romana dei Santi Ambrogio e Carlo, conferì, il 19 marzo 1925, la consacrazione episcopale a Angelo Giuseppe Roncalli (il futuro papa Giovanni XXIII), arcivescovo titolare eletto di Areopoli, visitatore apostolico in Bulgaria.
Morì a Roma il 30 giugno 1928 all'età di 64 anni. Dopo le esequie, la salma venne tumulata nel sacello di Propaganda Fide nel cimitero del Verano.

## Genealogia episcopale e successione apostolica
La genealogia episcopale è:
- Cardinale Scipione Rebiba
- Cardinale Giulio Antonio Santori
- Cardinale Girolamo Bernerio, O.P.
- Arcivescovo Galeazzo Sanvitale
- Cardinale Ludovico Ludovisi
- Cardinale Luigi Caetani
- Cardinale Ulderico Carpegna
- Cardinale Paluzzo Paluzzi Altieri degli Albertoni
- Papa Benedetto XIII
- Papa Benedetto XIV
- Papa Clemente XIII
- Cardinale Bernardino Giraud
- Cardinale Alessandro Mattei
- Cardinale Pietro Francesco Galleffi
- Cardinale Filippo de Angelis
- Cardinale Amilcare Malagola
- Cardinale Giovanni Tacci Porcelli

La successione apostolica è:
- Cardinale Fernando Cento (1922)
- Papa Giovanni XXIII (1925)